# Sady Bedřicha Smetany (Frýdek-Místek)
Sady Bedřicha Smetany jsou městským parkem/sadem v části Místek města Frýdek-Místek v okrese Frýdek-Místek. Geograficky se také nacházejí na levém břehu řeky Ostravice v Moravskoslezském kraji v nížině Ostravská pánev.

## Historie a popis místa
Na konci 19. století již místní obyvatelé využívali nábřežní park postavený na místě bývalé záplavové oblasti blízké řeky Ostravice. V té době zde byla sportovní střelnice, závodní cyklistická dráha pro velocipédy, koupaliště či sokolské cvičiště/hřiště. Plocha sadů byla také několikrát zmenšena z důvodů okolní výstavby. Současné sady Bedřicha Smetany se rozkládají na ploše 7,2 ha. Je zde řada zajímavých dřevin, fontána restaurace, dětská hřiště, hřiště na discgolf, pavilon, Městský labyrint Frýdek-Místek, broukoviště, knihobudka, sochy/památníky M. Tyrše a B. Smetany aj. Sady mají název po českém hudebním skladateli Bedřichovi Smetanovi (1824–1884).

## Další informace
Místo je celoročně volně přístupné a občasně se zde konají i kulturní akce. Správcem sadů je město Frýdek-Místek. Kolem sadů a přes sady vedou cyklistické a turistické trasy, např. cyklistická trasa 59.

## Galerie

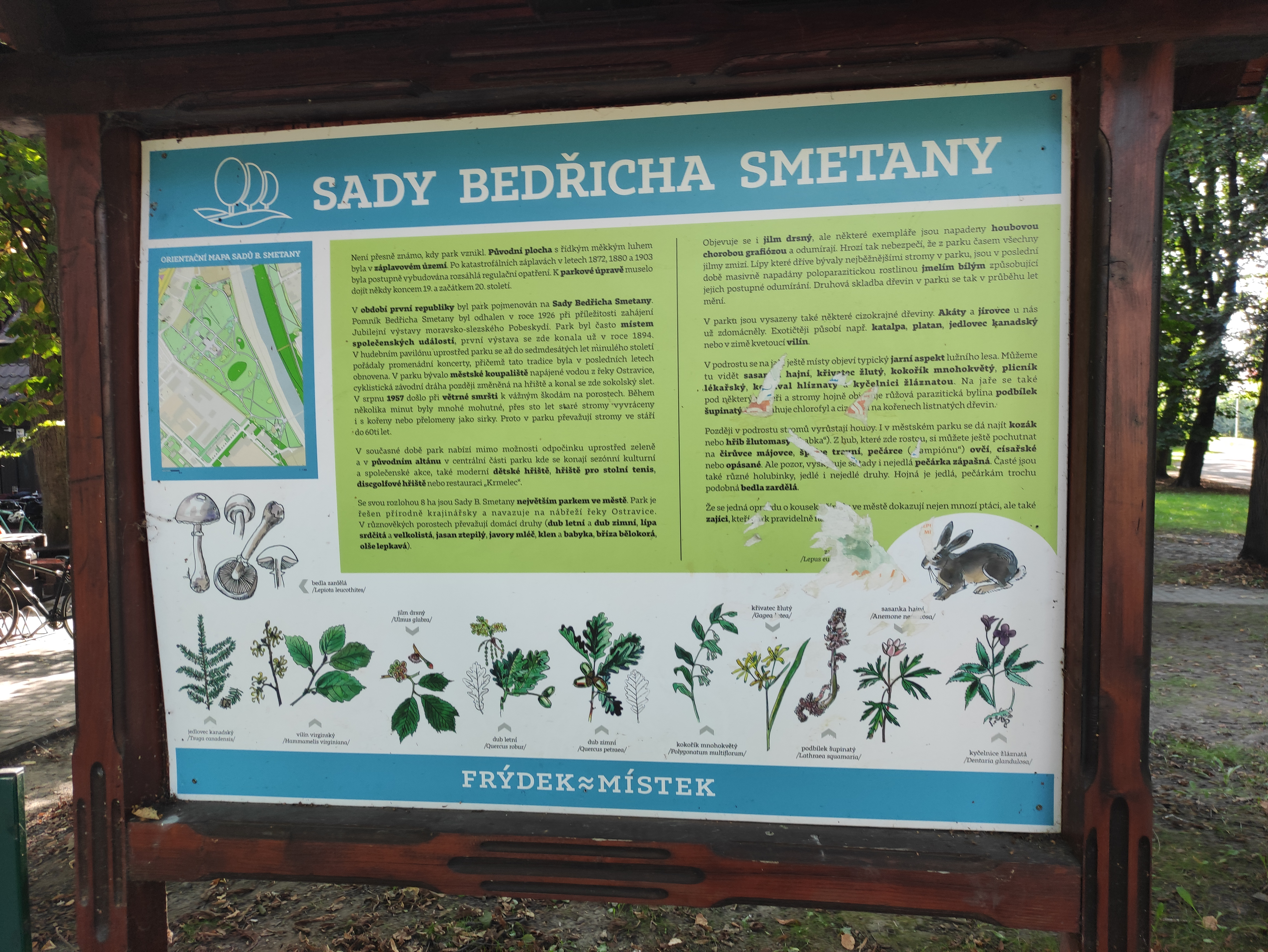
Informační panel v parku
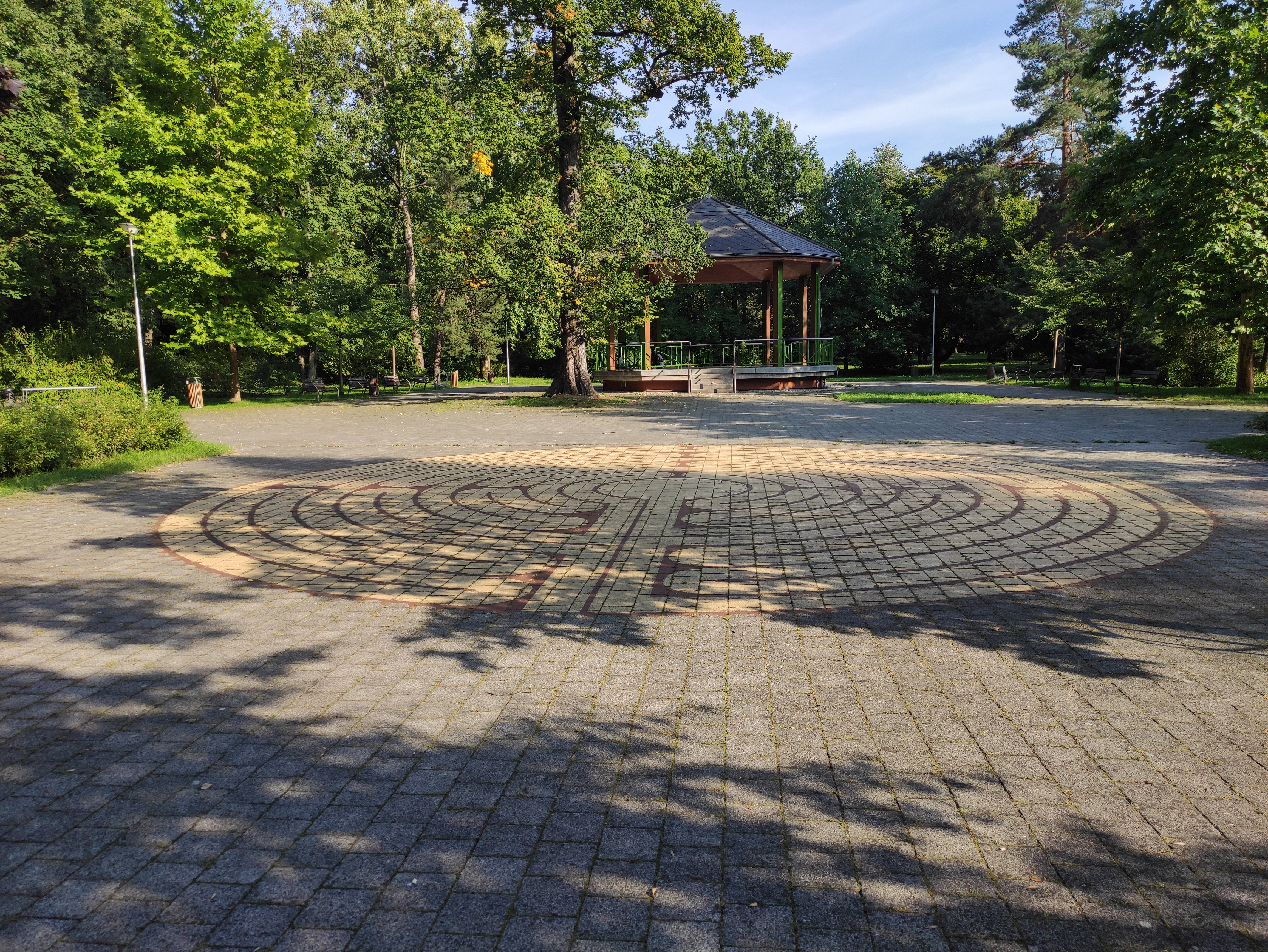
Městský labyrint Frýdek-Místek
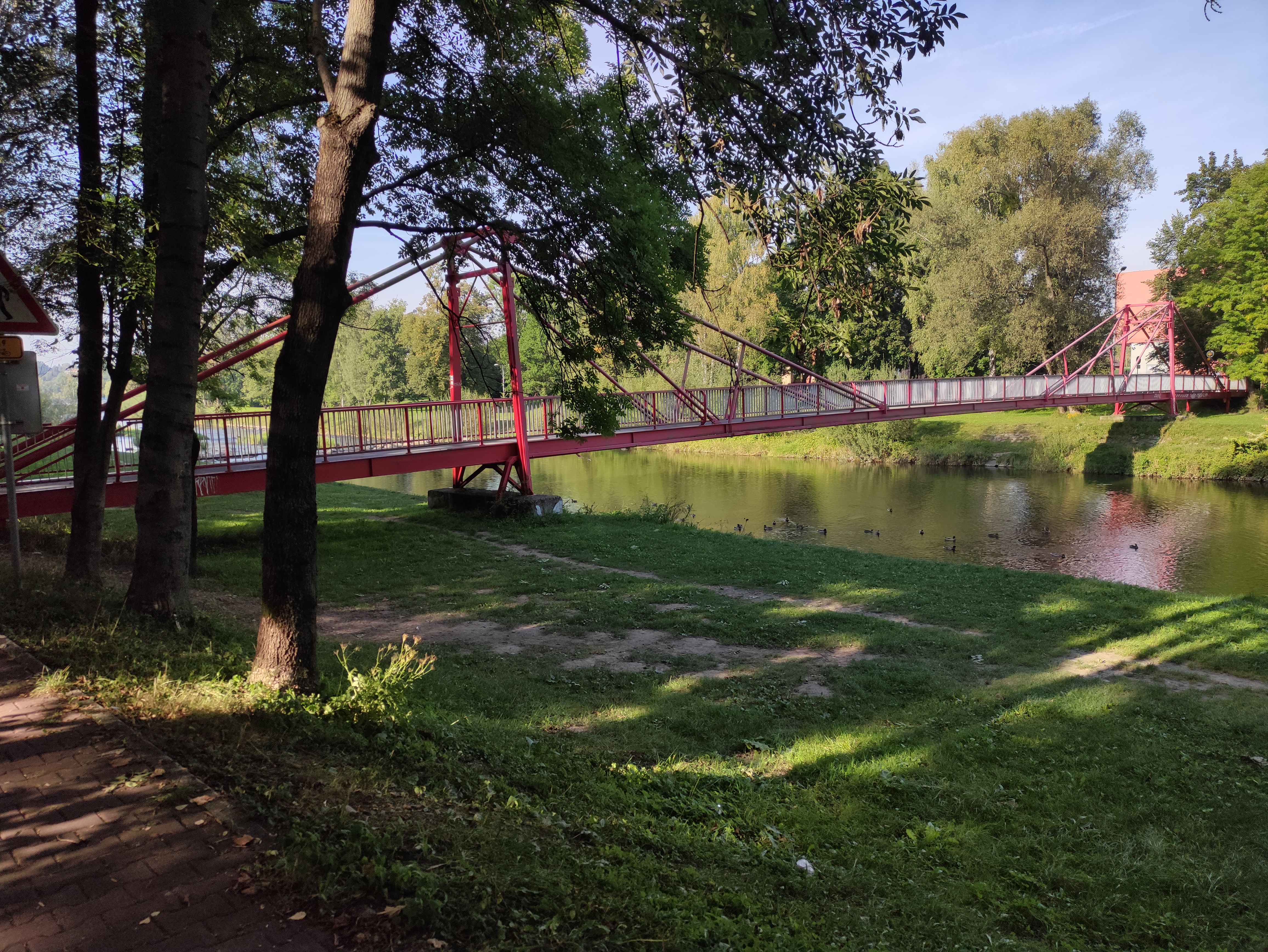
Lávka přes Ostravici
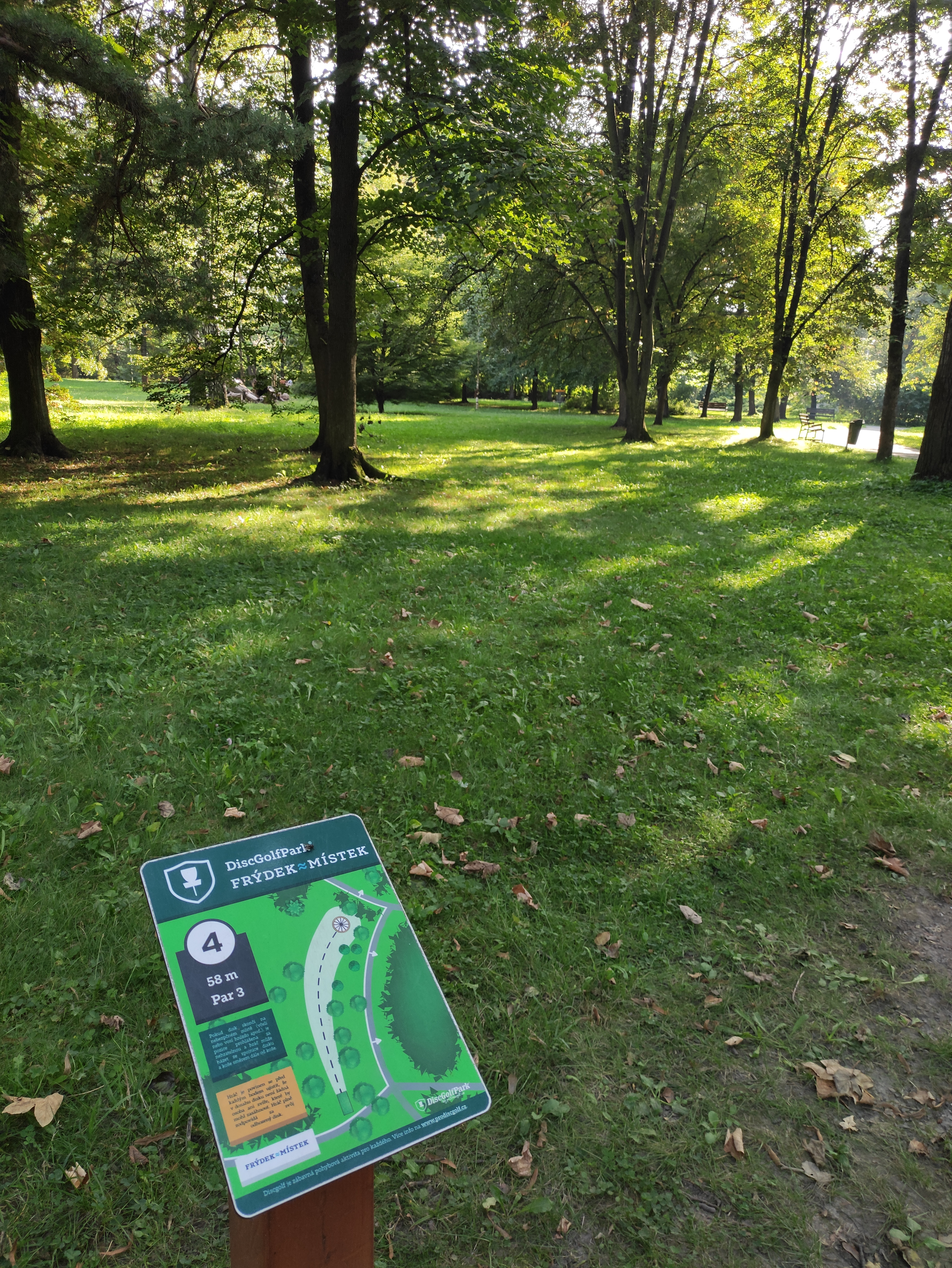
Discgolfové hřiště
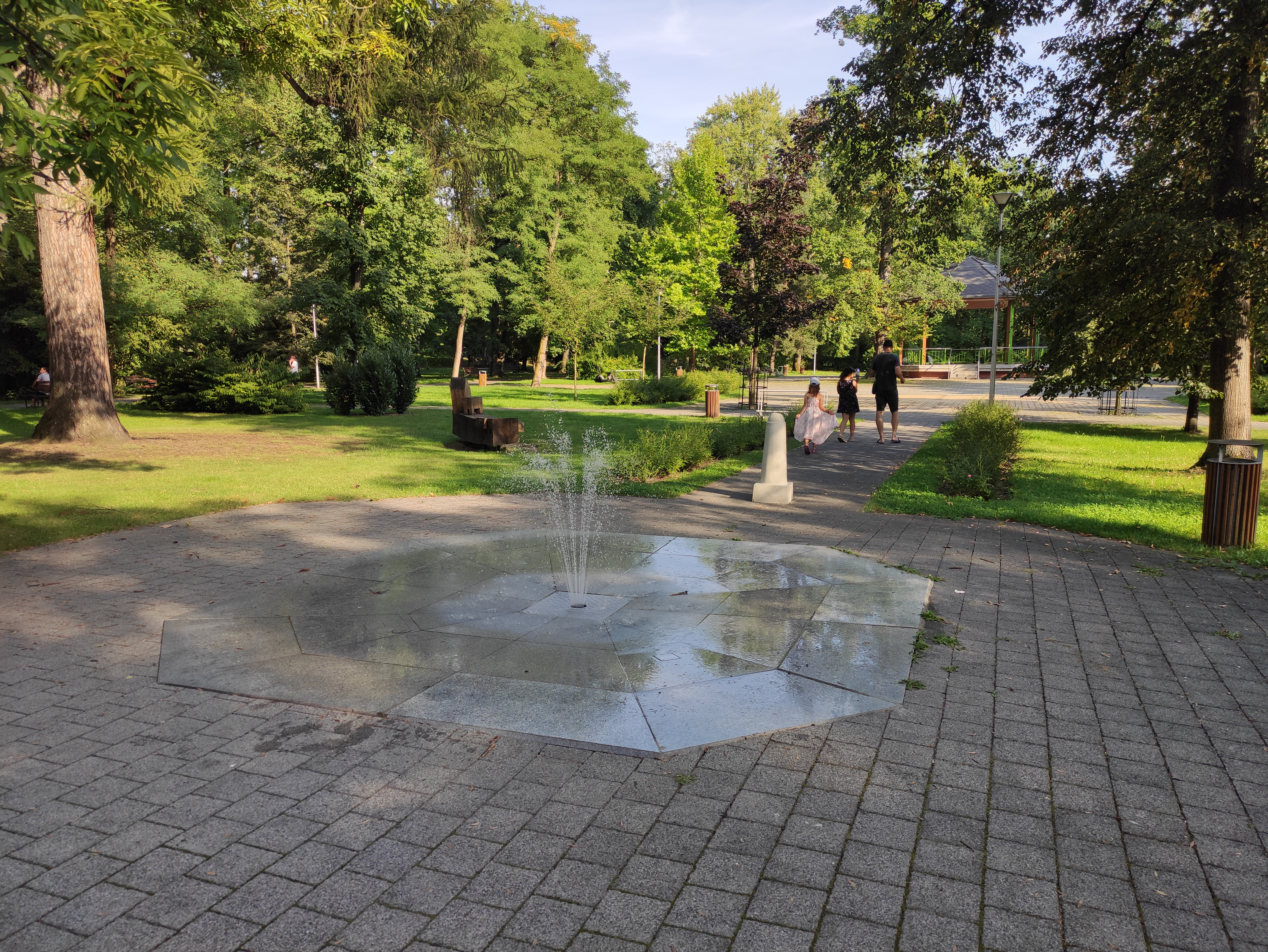
Vodotrysk